# Августа Мария Гольштейн-Готторпская
Августа Мария Шлезвиг-Гольштейн-Готторпская (нем. Augusta Marie von Schleswig-Holstein-Gottorf; 6 февраля 1649, Замок Готторп, Шлезвиг-Гольштейн — 25 апреля 1728 или 24 апреля 1728, Дурлах) — принцесса Гольштейн-Готторпская, в замужестве маркграфиня Баден-Дурлахская. Прабабушка императрицы Екатерины II.

## Биография
Августа Мария — младшая дочь Фридриха III Гольштейн-Готторпского и его супруги Марии Елизаветы Саксонской. Через дочь Альбертину Фридерику Баден-Дурлахскую приходится прабабушкой Екатерине II.
15 мая 1670 года в Хузуме Августа Мария вышла замуж за маркграфа Фридриха VII Баден-Дурлахского, сына Фридриха VI Баден-Дурлахского. У супругов родились:
- Фридрих Магнус (13 января 1672 — 24 февраля 1672)
- Фридерика Августа (21 июня 1673 — 24 июля 1674)
- Кристина София (17 декабря 1674 — 22 января 1676)
- Клавдия Магдалена Елизавета (15 ноября 1675 — 18 апреля 1676)
- Катарина (10 октября 1677 — 11 августа 1746), замужем за графом Иоганном Фридрихом Лейнинген-Гартенбургским
- Карл III Вильгельм (1679—1738), маркграф Баден-Дурлаха, женат на Магдалене Вильгельмине Вюртембергской
- Иоганна Елизавета (1680—1757), замужем за герцогом Эберхардом Людвигом Вюртембергским
- Альбертина Фридерика (1682—1755), замужем за Кристианом Августом Гольштейн-Готторпским
- Кристоф (9 октября 1684 — 2 мая 1723), женат на Марии Кристине Лейнинген-Дагсбург-Фалькенбург-Гейдесгеймской
- Шарлотта София (1 марта 1686 — 5 октября 1689)
- Мария Анна (9 июля 1688 — 8 марта 1689)